# Bluie West One

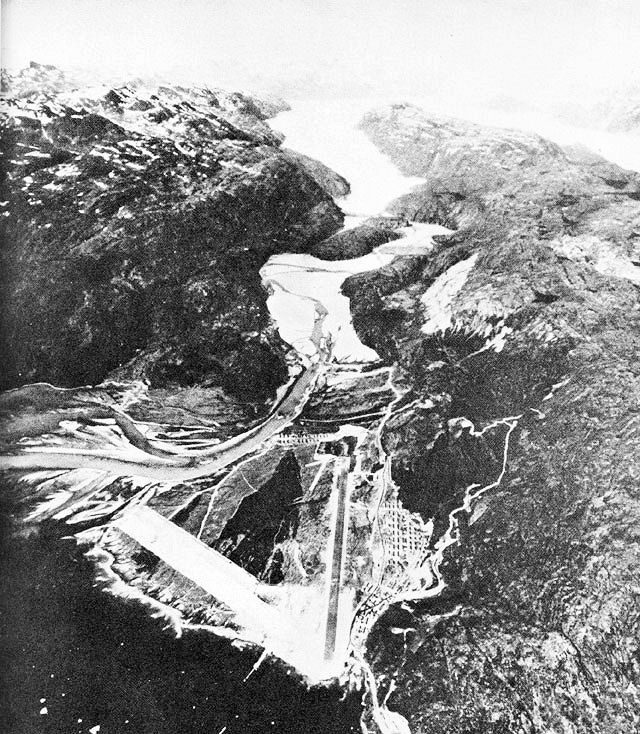
Bluie West One en 1942.

Bluie West One fue un aeropuerto construido en una morrena glaciar cerca de la actual localidad de Narsarsuaq, situada al sur de Groenlandia. Su construcción comenzó en junio de 1941 a cargo del ejército estadounidense, y el primer avión aterrizó en sus pistas en enero de 1942. Durante la Segunda Guerra Mundial sirvió como enlace con la ruta de transbordadores militares del Atlántico Norte, albergando una población máxima de unos 4.000 militares estadounidenses. Se calcula que unos 10.000 aviones aterrizaron en la base en ruta hacia los frentes en África del Norte y Europa. También se construyeron otras bases aéreas en la casi despoblada costa oriental de Groenlandia, como Bluie West Eight, convertida luego en la actual Kangerlussuaq.
Las malas condiciones climatológicas son frecuentes en Groenlandia meridional, y Narsarsuaq se halla en gran medida rodeada de altas montañas, lo que dificulta mucho la aproximación a la pista de aterrizaje, haciendo necesario un vuelo bajo para embocar el fiordo. Los aterrizajes se hacen hacia el Este y los despegues hacia el Oeste, sin importar la dirección del viento.
La importancia del aeropuerto decayó tras la Segunda Guerra Mundial, aunque la Fuerza aérea de los Estados Unidos mantuvo en uso la base en los primeros años de la Guerra Fría, como estación de repostaje para los cazas y helicópteros que cruzaban el Atlántico Norte. En esta época la pista estaba pavimentada con hormigón. Los cazas requieren un mayor recorrido para el despegue que los aviones propulsados mediante hélice, por lo que se empleaba un pequeño remolcador que despejaba el despegue de los aviones, empujando hacia el Oeste a los icebergs que flotaban en el fiordo.
La implantación del reabastecimiento en vuelo y la apertura de la más amplia base aérea de Thule en el extremo septentrional de Groenlandia hizo de Bluie West One una base prescindible, por lo que fue devuelta al Gobierno danés de Groenlandia en 1958. En la actualidad, sirve como el Aeropuerto de Narsarsuaq, y recibe dos vuelos semanales de pasajeros desde Reikiavik (Islandia), así como vuelos regionales desde Kangerlussaq y otros aeropuertos. El código del aeropuerto es UAK y el curso de la pista es de 07 para aterrizajes y 25 para despegues (070 y 250 grados magnéticos). No existe torre de control, por lo que se recomienda un techo de 4.000 pies incluso con aproximación mediante vuelo instrumental.